# Anillo de división
En álgebra, un anillo de división o cuerpo no conmutativo es un anillo unitario en el que todo elemento distinto de cero es invertible y por tanto una unidad. Es decir, si R es un anillo unitario y U(R) es su grupo de unidades, {\displaystyle U(R)=R\setminus \{0\}}.
Todo cuerpo es un anillo de división conmutativo. Es por ello que los anillos de división reciben también el nombre de cuerpos no conmutativos, puesto que esta es la única propiedad que los diferencia. Por el teorema de Wedderburn, todo anillo de división finito es un cuerpo finito.

## Ejemplos
El ejemplo más sencillo de un anillo de división en el que no se cumple la propiedad conmutativa del producto es el anillo de los cuaterniones de Hamilton: el conjunto de elementos de la forma
{\displaystyle \alpha _{0}+\alpha _{1}i+\alpha _{2}j+\alpha _{3}k}
donde {\displaystyle \alpha _{0},\alpha _{1},\alpha _{2},\alpha _{3}\in R}, y los elementos i, j y k se operan según las siguientes reglas:
{\displaystyle i^{2}=j^{2}=k^{2}=-1;\ \ ij=-ji=k;\ \ jk=-kj=i;\ \ ki=-ik=j}

## Propiedades
El centro C de un anillo de división A es un cuerpo. El centro de A contiene a los elementos que conmutan con cualquier elemento de A, y forma un subanillo que contiene elementos distintos de 0, puesto que expresamente contiene al elemento unidad. Los anillos de división se pueden clasificar según su dimensión sobre su centro {\displaystyle [A:C]}, cuando la dimensión es finita se dice que A es una extensión finita de C. Todo cuerpo es obviamente unidimensional.
En el ejemplo del anillo de los cuaterniones reales, el centro está formado por todos los elementos de la forma {\displaystyle \alpha _{0}+0i+0j+0k}, y es por tanto isomorfo al cuerpo de los números reales. El anillo de los cuaterniones es cuatro-dimensional respecto de su centro.